# フランス飛行クラブ

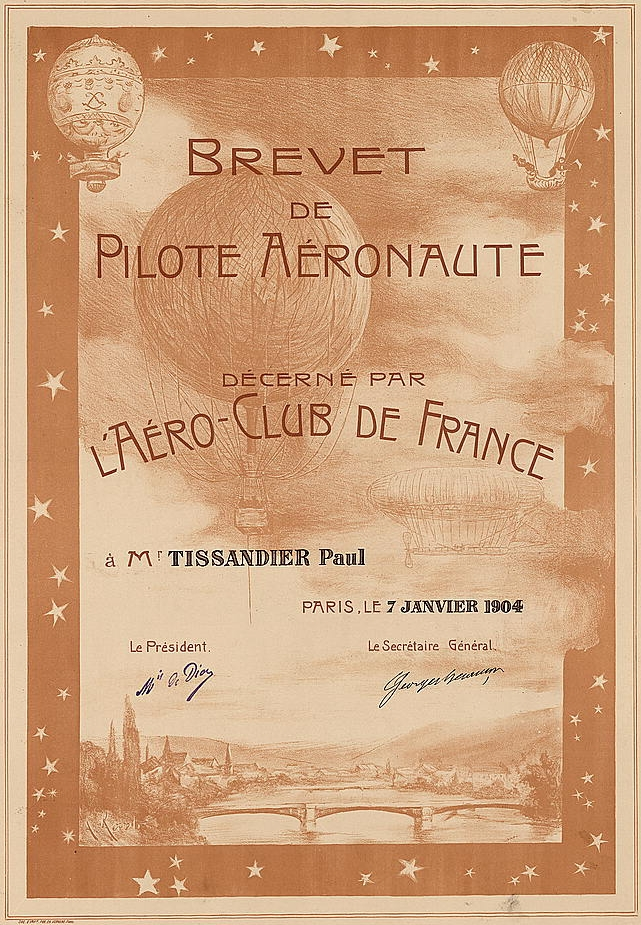
Aéro-Club de France発行の気球操縦の認定証

フランス飛行クラブ（フランス語: Aéro-Club de France）は1898年に設立された世界最古の航空クラブであり、1905年に設立された国際航空連盟（英: Fédération Aéronautique Internationale, FAI）の設立メンバーである。
発足当時はフランスにおける航空規則を制定した。航空におけるいくつかの「最初」の記録、たとえば最初の1kmの飛行やヘリコプターの飛行を認定した。
また次のような賞や飛行競技会を設けた。
- 1901年からの飛行船による飛行への懸賞：ドゥッシュ賞（Prix Deutsch de la Meurthe）
- 1906年からの気球によるレース：Gordon Bennett Cup

クラブの機関誌として 'The Aérophile'を発行した。1997年から 'Aérofrance'と改名された。
1945年からは航空規則の制定の機能は他の機関にゆずり、航空の普及活動だけを行っている。

## 賞
フランス飛行クラブは航空の進歩に貢献した人物にGrande Médaille de l'Aéro-Club de France を送っている。受賞者は以下である。
- 2006年： Airbus A380とDassault Falcon 7Xの飛行チーム
- 2005年： Pierre Guyoti
- 2004年： コンコルドの引退に際して、EADS、British Aerospace、Air France、British Airways、各社の経営陣が受賞
- 2003年： スティーヴ・フォセット(Steve Fossett)
- 2002年： mission Andromèdeの宇宙飛行士
- 2000年： ジャン＝ピエール・エニュレ(Jean-Pierre Haigneré)、 ESAの宇宙飛行士
- 1998年： ベルトラン・ピカール(Bertrand Piccard)
- 1997年： クローディ・エニュレ(Claudie Haigneré)、 Shannon Lucid、エレーナ・コンダコワ(Elena Kondakova)
- 1996年： Jules Roy
- 1995年： Serge Dassault
- 1994年： アンリ・ペスカロロ(Henri Pescarolo)
- 1988年： Jean Salis、チャック・イェーガー(Chuck Yeager)
- 1986年： Patrick Baudry
- 1981年： ジョン・ヤング(John Young)、 ロバート・クリッペン(Robert Crippen)
- 1970年： ジム・ラヴェル(Jim Lovell)、ジャック・スワイガート(Jack Swigert)、フレッド・ヘイズ(Fred Haise)
- 1969年： ニール・アームストロング(Neil Armstrong)、 バズ・オルドリン(Buzz Aldrin)、マイケル・コリンズ(Michael Collins)
- 1967年： アドリエンヌ・ボーラン(Adrienne Bolland)、 Elisabeth Boselli、 マルセル・ダッソー(Marcel Dassault)、ディディエ・ドーラ(Didier Daurat)、 Jean Lasserre、 Georges Libert、 Henri Potez
- 1963年： ジャクリーン・オリオール(Jacqueline Auriol)
- 1958年： ガブリエル・ヴォアザン(Gabriel Voisin)
- 1938年： アンリ・ギヨメ(Henri Guillaumet)、 Paul Tissandier
- 1931年： モーリス・ノゲ(Maurice Noguès)
- 1930年： ジャン・メルモーズ(Jean Mermoz)、モーリス・ベロント(Maurice Bellonte)
- 1928年： ジョセフ・ルブリ(Joseph Le Brix)
- 1927年： チャールズ・リンドバーグ(Charles Lindbergh)
- 1923年： ルイ・ブレゲー(Louis Bréguet)、 Pierre-Georges Latécoère、デュドネ・コスト (Dieudonné Costes)
- 1922年： クレマン・アデール(Clément Ader)
- 1920年： ジョゼフ・サジ＝ルコワント(Joseph Sadi-Lecointe)
- 1912年： ローラン・ギャロス(Roland Garros)
- 1911年： ジュール・ヴェドリーヌ(Jules Védrines)
- 1910年： ホルヘ・チャベス(Géo Chavez)
- 1909年： ルイ・ブレリオ(Louis Blériot)
- 1908年： アンリ・ファルマン(Henri Farman)、 ライト兄弟(Wilbur Wrightと Orville Wright)
- 1901年： アルベルト・サントス・デュモン(Alberto Santos-Dumont)、アンリ・ドゥッシュ＝ド＝ラ＝ムルト(Henri Deutsch de la Meurthe)、 Robert Lebaudy
- 1900年： アンリ・デラボー(Henry de La Vaulx)